# Marco Büchel (calciatore)
Marco Büchel (30 agosto 1979) è un ex calciatore liechtensteinese, di ruolo centrocampista.

## Carriera

### Nazionale
Ha collezionato 5 presenze con la propria Nazionale.